# ネドリー
ネドリー（Nedry）は、2008年にロンドンで結成された3人組バンドである。ギター、ラップトップ、シンセサイザーを担当するクリス・アンブリン (Chris Amblin) とマット・パーカー (Matt Parker)、そしてボーカルを担当する岡北有由で構成されている。これまでに2枚のアルバムを発表している。

## 来歴
3人組は当初2008年春に結成されたが、岡北有由はベルリンでのさらなるプロジェクトへの関与のため、2008年はいかなるライブ活動にも参加しなかった。クリス・アンブリンとマット・パーカーは共同でインストゥルメンタル音楽の創作に従事し、2008年にオックスフォードのトラック・フェスティバルで初めて演奏した。彼らは同年末にロンドンでネドリー名義で演奏した（バンド名は映画『ジュラシック・パーク』に登場する技術者、デニス・ネドリーに影響を受けた）。岡北有由は2009年1月にロンドンに戻って定住し、バンドとの共同作業を続けた。ネドリーは2009年3月にイーストロンドンのストロングルームズ・バーで3人組として初のライブを行った。
『Condors』のプロモーション期間には、2009年のソナー・ミュージック・フェスティバルにてクリス・アンブリンがBBC Radio 1のヒュー・スティーヴンスにコピーを渡した。スティーヴンスは自身の番組にていくつかの曲を流し、BBCのメイダ・ヴェール・スタジオでのライブセッションにバンドを招いた。続いてメディアの注目を集めたのはMonotreme Recordsとの契約およびアルバムの再リリースであった。2011年初めには日本で残響レコードが『Condors』をリリースした。
2010年には人気ロックフェスのロスキルド・フェスティバルにて演奏した。

## メンバー
- クリス・アンブリン (Chris Amblin) - ラップトップ
- マット・パーカー (Matt Parker) - キーボード、ギター
- 岡北有由 (Ayu Okakita) - ボーカル、ギター

## ディスコグラフィ

### スタジオ・アルバム
- 『condors』 - Condors（2010年）
- In A Dim Light (2012年)

### リミックス・アルバム
- In A Dim Light Remixed (2012年)

### EP
- SZ EP（2009年）

### シングル
- "Apples & Pears"（2010年）
- "Dusk Till Dawn"（2011年）